# Kungliga Läkarstaten
Kungliga Läkarstaten är en gemensam beteckning för det svenska kungahusets läkare. Läkarstaten ingår i Kungliga Hovstaterna och sorterar under Riksmarskalksämbetet. Läkarstaten består av två första livmedici (överläkare docent Lars Wennberg och överläkare medicine doktor Viveka Frykman), tre livmedici (medicine doktor Veronika Agrenius, professor Angelica Lindén Hirschberg och medicine doktor Svante Norgren) och en hovtandläkare (Anders Ericson).

## Befattningar

### Läkare
- 1914–: Carl Flensburg
- 1935–1952: Hjalmar Casserman
- 1952–1970: Ulf Nordwall
- 1968–1970: Gunnar Biörck
- 1971–1978: Iohn Ryott-Iohnson

### Förste hovtandläkare
- 1924–: John Sandblom
- 1950–1970: Henry Beyron
- 1974–1978: Max Wibom

### Hovapotekare
- 1865–1915: Wilhelm Sebardt
- 1925–1931: Ernst Poignant